# Krechowice (gmina)
Krechowice – dawna gmina wiejska funkcjonująca w latach 1941–1944 pod okupacją niemiecką w Polsce. Siedzibą gminy były Krechowice.
Gmina została utworzona przez władze hitlerowskie z terenów okupowanych przez ZSRR w latach 1939–1941, stanowiących przed wojną (zniesioną) gminę Broszniów w powiecie dolińskim w województwie stanisławowskim.
Gmina weszła w skład powiatu stryjskiego (Kreishauptmannschaft Stryj), należącego do dystryktu Galicja w Generalnym Gubernatorstwie. W skład gminy wchodziły miejscowości: Broszniów, Broszniów kol., Krechowice, Raków i Swaryczów.
Po wojnie obszar gminy włączono do ZSRR.